# Parafia Matki Bożej Szkaplerznej w Studzienicznej
Parafia Matki Bożej Szkaplerznej w Augustowie-Studzienicznej – rzymskokatolicka parafia należąca do dekanatu Augustów – MB Królowej Polski diecezji ełckiej.

## Proboszczowie
- ks. Arkadiusz Pietruszewski (2015–2021)[1]
- ks. Wojciech Stokłosa (od 2021)